# Casa rectoral, capilla y puente de Fierros
La casa rectoral, capilla y puente de Fierros es un grupo de construcciones situado en la localidad de Puente de los Fierros, parroquia de Las Puentes, en el municipio asturiano de Lena (España). Este conjunto de Fierros ha estado directamente vinculado a la ruta de comunicación entre Asturias y la Meseta a través de Pajares.
Por su importancia histórica y artística, ha sido declarado por el Principado de Asturias en 2006, Bien de Interés Cultural con la categoría de Conjunto Histórico.

## Capilla
La capilla de Fierros está dedicada a San Martín. Su origen puede situarse en el siglo XI, cuando la ruta de peregrinación a San Salvador de Oviedo comienza a consolidarse. Su planta, de una sola nave y cabecera cuadrada, puede corresponderse con esta cronología, así como la advocación de San Martín, de origen altomedieval.
La iglesia sufrió reformas desde su construcción, sobre todo en los siglos XVII, XVIII y XX, y su aspecto actual se debe a las obras realizadas en época barroca, probablemente avanzado el siglo XVII, momento en el que se colocó el pórtico a los pies, se levantó la espadaña y se abrieron la mayor parte de los vanos.
La planta del templo, rectangular, es algo más ancha en la zona cercana a la cabecera; esa irregularidad puede deberse a la necesidad de adaptarse al terreno en que se asienta, por lo que no estamos ante la ritual orientación este-oeste de las iglesias cristianas.
La nave se cubre con bóveda de cañón rebajado y la cabecera con bóveda de arista. Cuenta con una portada a los pies y otra en su costado sur, siendo las puertas actuales el resultado de las reformas barrocas.
Los materiales empleados son la mampostería en los muros y el sillar bien escuadrado, en las esquinas, marcos de puertas, ventanas, arco de triunfo y espadaña.
El pórtico está dispuesto longitudinalmente ante la fachada y se continúa en el extremo izquierdo adosado al costado norte del templo; el lado derecho del pórtico se dobla en escuadra hacia el costado sur. Consta de un muro bajo o pretil que delimita todo su perímetro; sobre él, se dispone una serie de columnas de madera de una sola pieza. Los fustes descansan sobre basas de piedras y se rematan con zapatas de madera talladas y decoradas con volutas que sostienen el tejado del cabildo.
El pavimento está compuesto por cantos rodados que forman composiciones circulares y en espiga. La espadaña está ejecutada en sillar bien escuadrado y es de notables dimensiones.
En el interior se conservan tres retablos: Uno en la capilla mayor, de mediados del siglo XX y de tipo historicista, y dos retablos laterales, de los que sólo se conoce que en 1767 fueron dorados y pintados.

## Casa rectoral

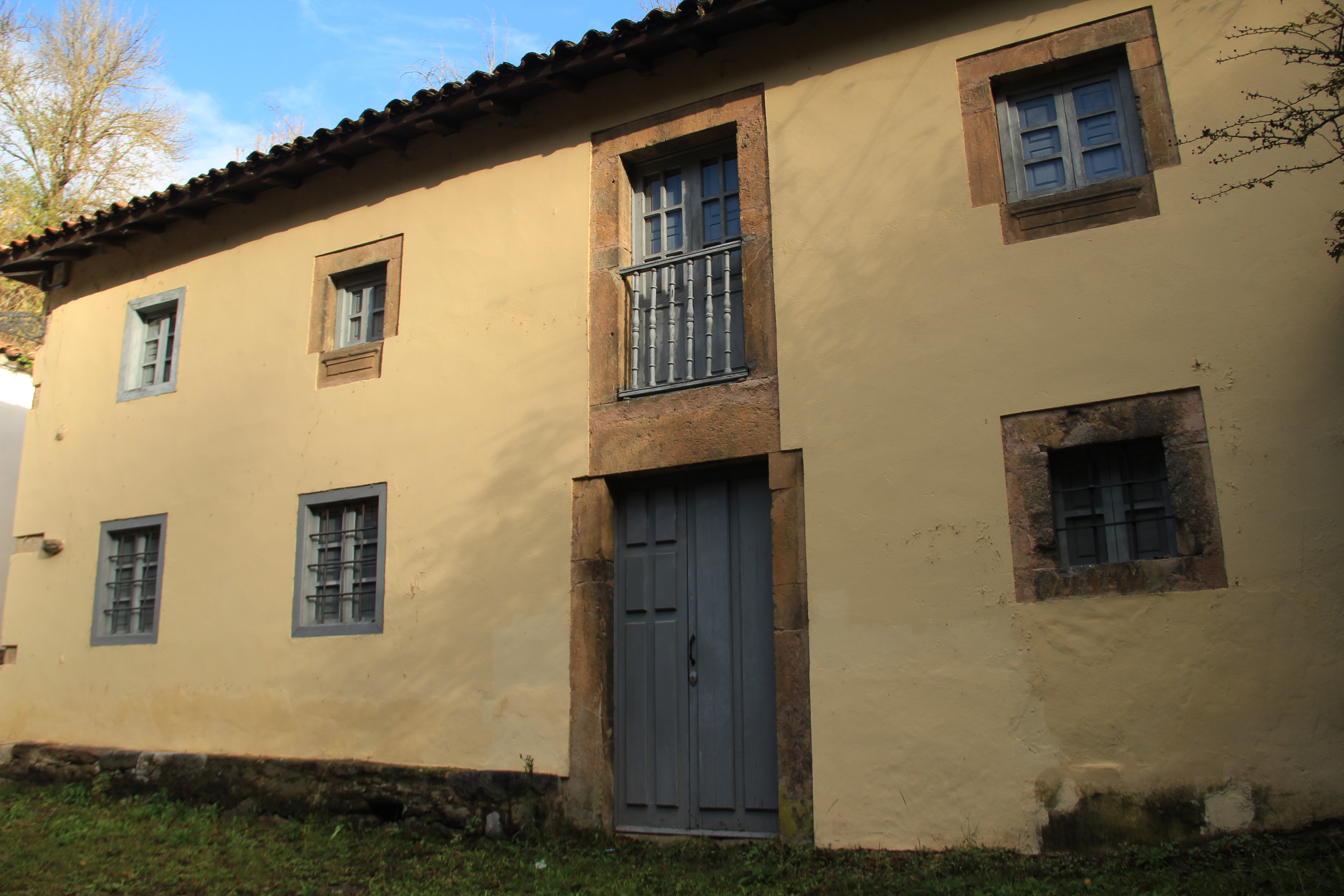
Casa Rectoral.

La casa rectoral de Fierros se levanta al lado de la iglesia, en una ladera, por lo que su fachada posterior alcanza menor altura.
Su construcción puede fecharse en el siglo XVII, si bien sufrió varias reformas, entre las que destaca la realizada en el siglo XIX. Su estructura básica es un bloque paralelepípedo, de planta ligeramente cuadrada y cubierta a cuatro aguas. Los materiales empleados son la mampostería para los muros, y el sillar para los marcos de los vanos. La fachada principal fue remodelada con la apertura de nuevos vanos en el siglo XIX.

## Puente
El puente de Fierros, sobre el río Pajares, es de origen medieval. Las referencias documentales más antiguas datan de los siglos XII y XIII y son las relativas al cobro de pontazgo en este punto, lo que da una idea de cuándo podría haber sido construido el puente.
Tiene un solo arco trazado aprovechando la estrecha garganta por la que discurre el cauce del río; arranca en parte de las rocas y sus pilares se colocan en ambas orillas, por lo que no precisa tajamares. El arco se compone de sillares muy estrechos; el resto de la obra es de mampostería, cantos rodados y rellenos interiores de mortero.
El perfil del puente es alomado; las dos cuestas o secciones de la calzada confluyen en la parte superior siguiendo el trazado del arco, lo que determina su perfil de “lomo de asno”.
Los puentes de la ruta de Pajares fueron remozados en el siglo XVI por Juan de Cerecedo el Mozo, por lo que en ese momento podría haberse producido alguna remodelación en este ejemplar de Puente de los Fierros.
Pasado el puente, y a unos 300 metros de este Conjunto de Fierros, se encuentra la Capilla del Hospital de Peregrinos de San Bartolomé (también conocida como Capilla de San Bartolo o Capilla de las Puentes), datada documentalmente en 1583.